# Joanna Bojarska-Syrek
Joanna Maria Bojarska-Syrek (ur. 24 listopada 1950, zm. 23 września 2015) – polska historyk sztuki, muzealnik, pedagog, dyrektor Muzeum Historycznego m. st. Warszawy (2004–2012). Córka pisarki Teresy Sułowskiej-Bojarskiej.

## Życiorys
Była absolwentką historii sztuki na Katolickim Uniwersytecie Lubelskim (KUL) z 1976 roku, a od 1981 roku pracowała jako wykładowca akademicki Wydziału Aktorskiego Państwowej Wyższej Szkoły Filmowej, Telewizyjnej i Teatralnej w Łodzi (w latach 1993–1995 prodziekan ds. naukowych WA PWSFTviT). Jednocześnie w latach 1976–1995 pracowała w Muzeum Sztuki w Łodzi piastując między innymi funkcję kustosza oraz kierownika prac remontowych i aranżacji Oddziału Muzeum Sztuki w Łodzi w zespole pałacowo-parkowym Edwarda Herbsta przy ul. Przędzalnianej. Dzięki jej staraniom remont pałacu Herbsta został wyróżniony przez Międzynarodową Federację Towarzystw Odnowy Europejskiego Dziedzictwa Kulturalnego i Narodowego – Medalem „Europa Nostra” w 1991 roku. 
W latach 1992–1994 brała udział w organizacji Muzeum Gorzelnictwa w Łańcucie kierując wówczas między innymi pracami remontowo-konserwacyjnymi w klasycystycznym dworku przeznaczonym na siedzibę nowo powstałego Muzeum. Następnie w latach 1995–2000 piastowała funkcję wicedyrektora ds. merytorycznych Muzeum Zamku w Łańcucie i starszego kustosza. Od 2000 do 2002 roku była kierownikiem Działu Edukacyjno-Dydaktycznego w Ośrodku Ochrony Zabytkowego Krajobrazu w Warszawie, a następnie  
w latach 2003–2004 w okresie prezydentury Lecha Kaczyńskiego pełniła funkcję członka Zespołu Pełnomocnika Prezydenta Miasta Stołecznego Warszawy ds. budowy Muzeum Powstania Warszawskiego. Wniosła znaczący wkład w budowę Muzeum Powstania Warszawskiego jako współautorka koncepcji i scenariusza ekspozycji Muzeum. Pełniła również funkcję kuratora ekspozycji stałej Muzeum. W latach 2004–2012 piastowała funkcję dyrektora Muzeum Historycznego m.st. Warszawy (obecnie Muzeum Warszawy).
Brała również udział w tworzeniu Muzeum Uniwersyteckiego Katolickiego Uniwersytetu Lubelskiego Jana Pawła II.

## Wybrane odznaczenia
- Krzyż Kawalerski Orderu Odrodzenia Polski (2014)[5],
- Złoty Krzyż Zasługi,
- Srebrny Medal „Zasłużony Kulturze Gloria Artis”,
- Złoty Medal „Opiekun Miejsc Pamięci Narodowej”,
- Odznaka „Za opiekę nad zabytkami”,
- Krzyż Komandorski Zakonu Maltańskiego[6]
- Odznaka „Za Zasługi dla Miasta Łodzi” (2008)[7]